# Стальная (река)
Стальная (она же главный коллектор № 6; укр. Стальна) — река в Крыму, на территории Джанкойского района. Длина 6,9 километра, площадь водосборного бассейна — 134 км².
Стальная впадает в обширный заболоченный, часто затопляемый нагонными водами, лиман-солончак Сиваша, у села Многоводное (по классификации — лагунно-заливный тип без выраженного устьевого участка). Откуда считается начало реки определить сложно: сильно канализированная на всём протяжении, Стальная в верховье распадается на несколько небольших водотоков, служащих коллекторами Северо-Крымского канала, самые дальние протянулись в окрестности села Рубиновка на границе с Красногвардейским районом (по номенклатуре канала — главный коллектор СКК № 6 (ГК-6) длиной 14,7 км, в том числе по руслу реки 6,9 км; площадь с дренажной сетью 8161 гектар). Водоохранная зона реки установлена в 100 м.
Название реки современное, присвоенное, видимо, после превращения маловодной балки-сухоречья в реку, наполненную водами Северо-Крымского канала по названию расположенного на ней крупного села Стальное, центра одноимённого сельсовета, по территории которого, в основном, протекает река. Ранее балка зафиксированного названия не имела, хотя, иногда, обозначалась на картах как водоток.